# Sông Tăng Văn
Tăng Văn hay Tằng Văn (tiếng Trung: 曾文溪; Bạch thoại tự: Chan-bûn-khoe; Tăng Văn khê) là một dòng sông tại Đài Loan. Sông có độ dài thứ tư tại Đài Loan với 138,47 km. Sông khởi nguồn từ núi Đông Thủy thuộc dãy núi A Lý Sơn, chảy qua Đài Nam và Gia Nghĩa sau đó đổ ra eo biển Đài Loan.
Sông Tăng Văn có nguồn nước dồi dào, hồ chứa nước Tăng Văn ở thượng nguồn của sông là hồ chứa lớn nhất tại Đài Loan, ngoài ra trên dòng chảy của sông còn có hồ chứa Nam Hóa và Ô Sơn Đầu. Ngoài mục đích phục vụ cho thủy điện, cung cấp nước và điều hòa lũ lụt, các hồ chứa này còn là những địa điểm du lịch được biết đến. Ngoài ra khu vực cửa sông còn là nơi cư trú của nhiều loài sinh vật, đặc biệt là cò mặt đen.

## Phụ lưu
- Tăng Văn：Đài Nam, Gia Nghĩa, Cao Hùng
  - Quan Điền：Quan Điền Đại Nội, Đông Sơn thuộc Đài Nam
  - Độ Tử Đầu（Song khê）：Quan Điền & Đại Nội, Đài Nam
  - Thái Liêu：Sơn Thượng, Tả Trấn, Ngọc Tĩnh, Nam Hóa, Đài Nam
    - Cương Lâm：Tả Trấn, Đài Nam
    - Hồng Thủy Tuyền：Tả Trấn, Đài Nam
    - Thảo Sơn：Tả Trấn, Đài Nam

  - Lư Chi Khanh：Đài Nam
  - Hậu Quật：Ngọc Tĩnh & Nam Hóa, Đài Nam; Đại Phố, Gia Nghĩa
    - Khanh Nội：
    - Diêm Thủy Khanh：Nam Hóa, Đài Nam
    - Phan Tử Khanh：Nam Hóa, Đài Nam
    - Trúc Khanh：Nam Hóa, Đài Nam
    - Phượng Lê Khanh：Nam Hóa, Đài Nam; Đại Phố, Gia Nghĩa

  - Đại Phố：Ngọc Tĩnh, Nam Tây, Đông Sơn thuộc Đài Nam; Đại Phố, Phiên Lộ, Gia Nghĩa; Na Mã Hạ, Cao Hùng; A Lý Sơn, Gia Nghĩa
    - Hậu Đán：Ngọc Tĩnh & Nam Tây, Đài Nam
    - Du Xa：Nam Tây, Đài Nam
    - Cách Tử Khanh：
    - Mật Chi：Nam Tây, Đài Nam
      - Loan Khâu：Nam Tây, Đài Nam

    - Trường Chi Khanh：Đại Phố, Gia Nghĩa
    - Trúc Khanh：Đại Phố, Gia Nghĩa
    - Bào Tử Liêu：Đại Phố, Gia Nghĩa
    - Sa Mỹ Cơ：Đại Phố & Phiên Lộ Gia Nghĩa
    - Nhị Liêu：Đại Phố, Gia Nghĩa; Na Mã Hạ, Cao Hùng
      - Thảo Lan：Na Mã Hạ, Cao Hùng

    - sông Hoành Cẩu Thanh：Na Mã Hạ, Cao Hùng
    - Thác Á Y Cơ：Na Mã Hạ, Cao Hùng; A Lý Sơn, Gia Nghĩa
    - Phổ Á Nữ：A Lý Sơn, Gia Nghĩa
    - Tháp Nãi Khố：A Lý Sơn, Gia Nghĩa
    - Ô Cơ Cáp：A Lý Sơn, Gia Nghĩa
    - Đặc Phú Dã：A Lý Sơn, Gia Nghĩa
      - Y Tư Cơ An Na：A Lý Sơn, Gia Nghĩa

    - Hậu Đại Phố：A Lý Sơn, Gia Nghĩa